# Liste der Naturdenkmale in Bolanden
Die Liste der Naturdenkmale in Bolanden nennt die im Gemeindegebiet von Bolanden ausgewiesenen Naturdenkmale (Stand 28. März 2024).

## Naturdenkmale
| Nr.         | Bezeichnung                              | Lage                                                            | Beschreibung                                                  | Bild                                    |
| ----------- | ---------------------------------------- | --------------------------------------------------------------- | ------------------------------------------------------------- | --------------------------------------- |
| ND-7333-026 | Sperberbaum                              | Bolanden, westlich des Ortes; Flur Münchbusch Lage              | Sorbus domestica, um 1920 gekeimt, 18 m hoch bei 1,6 m Umfang | Direkt Bild zu diesem Denkmal hochladen |
| ND-7333-028 | Stieleiche am Hollerbrunnen              | Weiherhof, Am Schwimmbad, bei Nr. 3 Lage                        | Quercus robur, um 1500 gekeimt, 17 m hoch bei 5,5 m Umfang    | Direkt Bild zu diesem Denkmal hochladen |
| ND-7333-098 | Sommerlinde im Hof des Forstamtsgebäudes | Bolanden, Marnheimer Straße, bei Nr. 13 Lage                    | Tilia platyphyllos, etwa 15 m hoch                            | Direkt Bild zu diesem Denkmal hochladen |
|             | Alter Walnussbaum                        | Bolanden, Gerhart-Hauptmann-Straße, Ecke Kleeberger Straße Lage | Juglans regia                                                 | Direkt Bild zu diesem Denkmal hochladen |

## Ehemalige Naturdenkmale
| Nr. | Bezeichnung                 | Lage                                        | Beschreibung                                                                                     | Bild                                    |
| --- | --------------------------- | ------------------------------------------- | ------------------------------------------------------------------------------------------------ | --------------------------------------- |
|     | Zwölf Feldulmen             | Bolanderhof, 100 m westlich der L 401 Lage  | Ulmus minor, zwölf Bäume; Rechtsverordnung aufgehoben                                            | Direkt Bild zu diesem Denkmal hochladen |
|     | Zwei Weißpappeln            | Bolanderhof, 250 m östlich der L 401 Lage   | Populus alba, zwei Bäume, um 1870 gekeimt, 30 m hoch bei 4 m Umfang; Rechtsverordnung aufgehoben | Fotos hochladen                         |
|     | Linde am Aufgang zur Kirche | Weierhof, Crayenbühlstraße, vor Nr. 14 Lage | Tilia sp.; einstweilige Sicherstellung abgelaufen                                                | Direkt Bild zu diesem Denkmal hochladen |